# Genève Rink Hockey Club
Genève Rink Hockey Club (abgekürzt Genève RHC) ist ein Schweizer Rollhockeyverein aus Genf, der 1939 gegründet wurde. Der Club gehört zu den ältesten und erfolgreichsten Rollhockeyvereinen der Schweiz. Der Verein spielt aktuell in der Nationalliga B.

## Geschichte
Der Genève RHC wurde im Jahr 1939 gegründet. In den ersten Jahren nach der Gründung verfügte der Club über keine eigene Spielstätte und war gezwungen, alle Spiele auswärts zu bestreiten. Erst 1950 erhielt der Club mit dem Pavillon des Sports erstmals eine eigene Halle für Training und Spielbetrieb.

## Erfolge

### Nationale Titel
- - Erste Mannschaft
    - Supercup 2014
    - Schweizermeister NLA 1962, 1992, 1993, 1995, 1996, 1997, 1998, 2006, 2008, 2010, 2011 und 2014
    - Coupsieger 1962, 1985, 1990, 1991, 1992, 1993, 1995, 1999, 2002, 2003, 2007, 2008, 2012, 2013, 2014

  - Zweite Mannschaft
    - Sieger 1. Liga/NLC: 1972, 2002, 2003, 2004, 2009, 2010, 2011, 2013, 2016, 2018

### Internationale Erfolge
- 2× Halbfinalist im Europapokal der Pokalsieger

## Mannschaften
Der Club betreibt Mannschaften in unterschiedlichen Altersklassen und Ligen. Neben der ersten Herrenmannschaft in der Nationalliga B unterhält der Verein Jugendmannschaften in den Kategorien U20, U17, U15, U13 und U11 sowie eine Damenmannschaft.

## Infrastruktur
Die Heimspiele des Genève RHC finden im Centre sportif de la Queue-d’Arve in Genf statt.

## Trainerstab und Leitung
- Präsident: Yan Rosa[1]
- Trainer (Herrenmannschaft): Maé Brenas[1]